# 굿 보이즈
《굿 보이즈》(영어: Good Boys)는 2019년 개봉한 미국의 코미디 영화이다. 진 스텁니츠키가 감독 데뷔작이며, 그가 각본에도 참여했다. 제이컵 트람블레이, 키스 L. 윌리엄스, 브레이디 눈이 출연했다.

## 출연
- 제이컵 트람블레이 - 맥스
- 키스 L. 윌리엄스 - 루커스
- 브레이디 눈 - 소어
- 몰리 고든 - 해나
- 미도리 프랜시스 - 릴리
- 아이작 왕 - 소렌
- 밀리 데이비스 - 브릭슬리
- 조시 카라스 - 벤지
- 윌 포테이 - 맥스의 아빠
- 릴 렐 하워리 - 루커스의 아빠
- 레타 - 루커스의 엄마
- 미케일라 왓킨스 - 영업사원
- 샘 리처드슨 - 색스 경관
- 메이시 자일스 - 테일러
- 조라이아 왕 - 스카우트